# Ehretia acuminata
Ehretia acuminata es una especie fanerógama de árbol que se encuentran en Japón, China, Bután, Nepal, Laos, Vietnam, Nueva Guinea y Australia. La evidencia fósil sugiere un antiguo origen en Laurasia. Este grupo de plantas se extendió a Australia y América del Sur a través de África, cuando estos continentes estaban todavía unidos. 

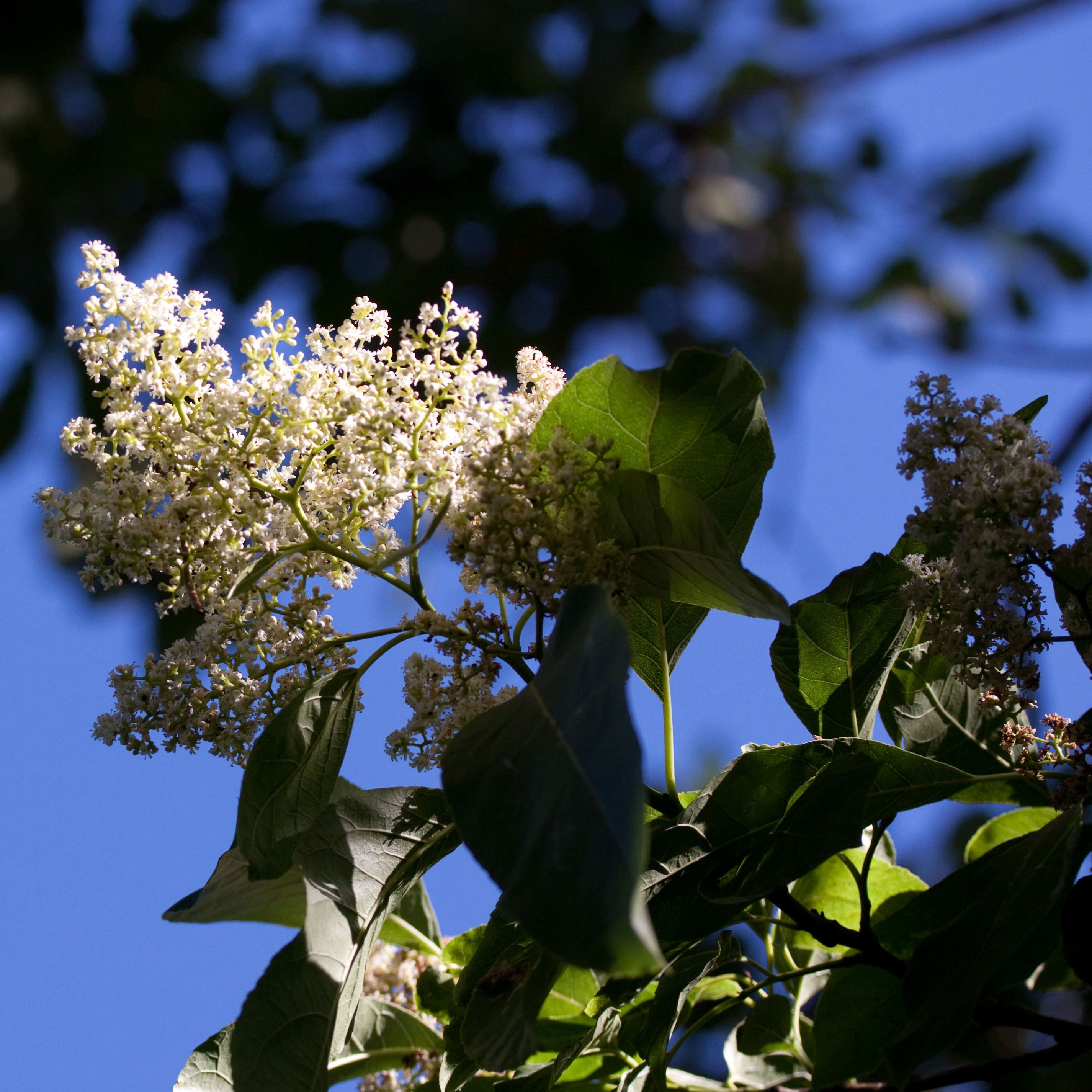
Inflorescencia

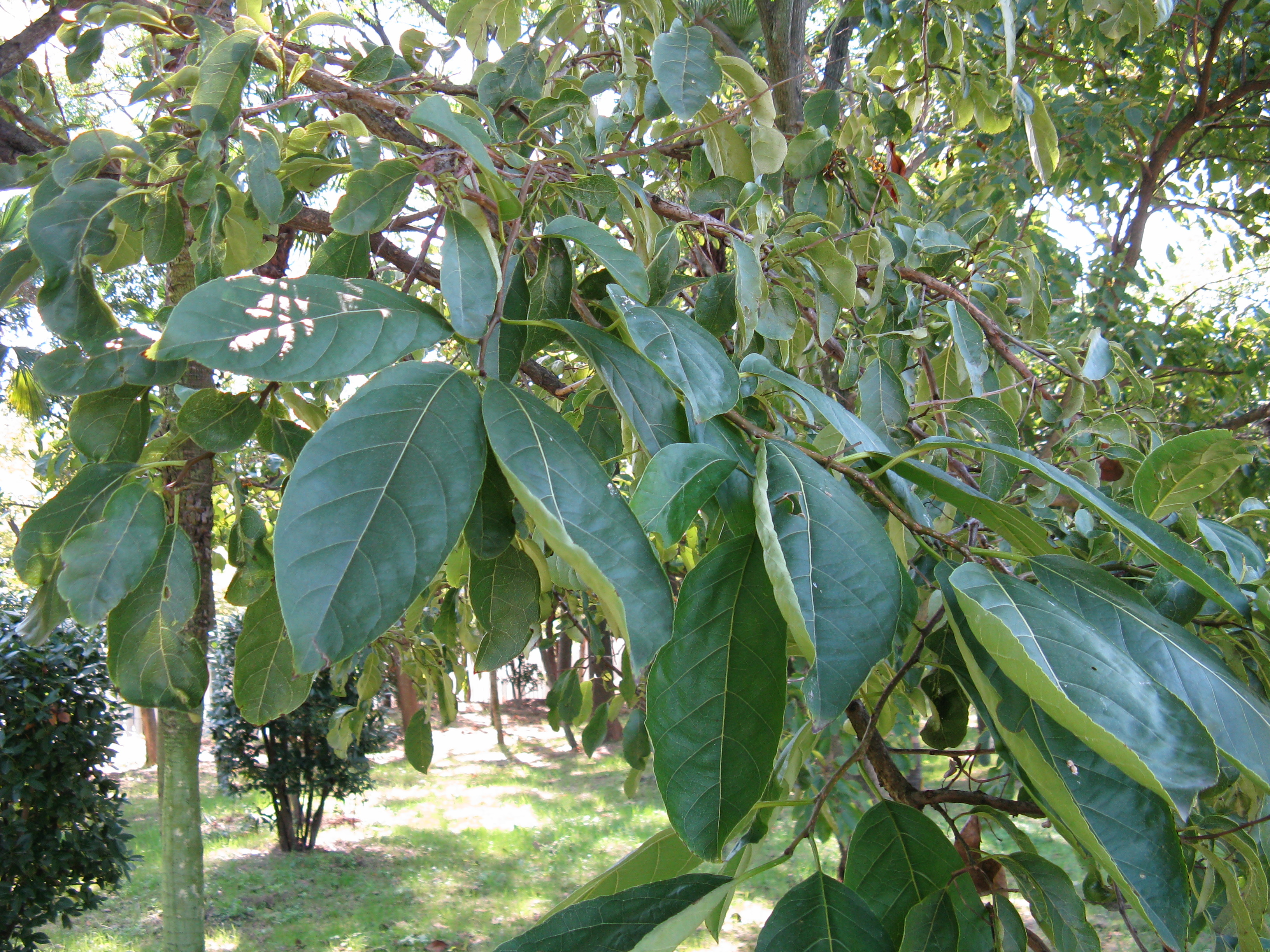
Detalle de las hojas

## Distribución
Comúnmente conocido como 'Koda' en Australia, Ehretia acuminata es un árbol común de encontrarse cerca de Bega en el sudeste de Nueva Gales del Sur de la  Cabo York  en el extremo norte oriental de Australia.  

## Descripción
Son árboles de gran tamaño, en ocasiones llegando a 30 metros de altura y un tronco de 90 cm en diámetro. 
La corteza es color crema, gris, con fisuras verticales. Puede identificar fácilmente en el invierno que pierde las hojas y de la característica acanalados en la base del tronco. 
Las hojas son alternas y simples, finamente dentadas. 8 a 13 cm de largo. Suave y verde en ambas superficies, más oscuro arriba.  Las flores son de color blanco, dulcemente perfumadas, en panículas. Flores individuales son sin pie, de unos 4 mm de diámetro. Las flores aparecen de septiembre a noviembre. 
La fruta madura de enero a abril, siendo una de color amarillo o naranja drupa, de 4 a 5 mm de diámetro, 
que contiene cuatro semillas. El fruto es comestible para los seres humanos y tienen un sabor dulce. Los frutos son comidos por las aves de la Selva. 
La germinación de la semilla es relativamente fácil, para ello se debe extraer la carne de la fruta, y esperamos una rápida germinación.

## Taxonomía
Ehretia acuminata fue descrita por   Robert Brown y publicado en Prodromus Florae Novae Hollandiae 1: 497. 1810.
Etimología
Ehretia: nombre genérico que hace el honor al botánico Georg Dionysius Ehret, un célebre botánico e ilustrador del siglo XVIII.
acuminata: epíteto latino que significa "disminuyendo gradualmente hasta un punto".
Sinonimia
- Cordia thyrsiflora Siebold & Zucc.
- Cordia thyrsiflora Dippel
- Ehretia argyi H.Lév.
- Ehretia kantonensis Masam.
- Ehretia onava A.DC.
- Ehretia ovalifolia Hassk.
- Ehretia pilosula F.Muell.
- Ehretia polyantha A.DC.
- Ehretia pyrifolia D.Don
- Ehretia serrata Roxb.
- Ehretia serrata var. obovata Lindl.
- Ehretia serrata var. pyrifolia (D. Don) DC.
- Ehretia taiwaniana Nakai
- Ehretia thyrsiflora (Siebold & Zucc.) Nakai
- Ehretia thyrsiflora var. latifolia Nakai
- Ehretia virgata Blanco[4]